# Piptospatha
Piptospatha N.E.Br.  – rodzaj reofitycznych chamefitów i hemikryptofitów, należący do rodziny obrazkowatych, liczący 12 gatunków endemicznych dla południowej Tajlandii i zachodniej Malezji, gdzie występują na Półwyspie Malajskim i Borneo, zasiedlających skały na płyciznach i brzegi strumieni oraz wodospadów w nizinnych i niskogórskich lasach deszczowych. Nazwa naukowa pochodzi od greckich słów πίπτο (pipto – spadać) i σπάθα (spatha – szabla, w bot. także pochwa kwiatostanu), i odnosi się do szybkiego odpadania górnej części tego elementu kwiatostanu po przekwitnięciu.

## Morfologia
PokrójMałe do średnich rośliny wiecznie zielone.
ŁodygaŁodyga wzniesiona do płożącej, zwykle mniej lub bardziej zredukowana.
LiścieRośliny tworzą kilka liści właściwych. Ogonki tworzą krótkie pochwy liściowe z długim, odpadającym języczkiem. Blaszka liściowa twarda, podłużno-lancetowata do eliptycznej lub odwrotnie lancetowatej, z wierzchołkiem zakończonym rurkowatym kończykiem. Użyłkowanie pierwszorzędowe pierzaste, zbiegające do żyłki marginesowej. Użyłkowanie drugiego rzędu i dalsze równoległo-pierzaste.
KwiatyRośliny jednopienne, tworzące pojedynczy kwiatostan, typu kolbiastego pseudancjum, zwisający na cienkiej szypułce zwykle dłuższej od ogonków liściowych (jedynie u P. brevipedunculata szypułka jest bardzo krótka). Pochwa kwiatostanu mocno eliptyczna, nie zwężona, często różowa. Dolna część pochwy jest trwała i lejkowata; górna część jest spiczasta, lekko rozchyla się w okresie kwitnienia, a następnie odpada. Kolba kwiatostanu skośnie siedząca do osadzonej na krótkim trzonku, który przyrasta do pochwy; w najniżej położonym fragmencie pokryta prątniczkami lub naga. Fragment pokryty kwiatami żeńskimi cylindryczny. Słupki wolne lub przylegające do siebie. Zalążnie jednokomorowe, z wieloma zalążkami i 2–4 łożyskami, położonymi ścienno-bazalnie lub centralnie. Znamiona słupków siedzące lub osadzone na krótkiej szyjce, zwykle szerokości zalążni. Cylindryczny do eliptycznego fragment kolby pokryty kwiatami męskimi leży bezpośrednio powyżej fragmentu z kwiatami żeńskimi lub jest od nich oddzielony krótką szczeliną pokrytą prątniczkami. Pręciki położone nieregularnie lub w parach, wolne, zredukowane. Główki pręcików ścięte, łączniki pylników płaskie, wzniesione szczytowo lub ze stożkowatym dzióbkiem, przewyższającym pylniki (P. insignis). Pylniki podłużno-eliptyczne, pękające przez szczytowy otworek. Pyłek eliptyczny, mały do średniej wielkości (średnia około 25 μm). Wyrostek kolby krótki, pokryty kilkoma ściętymi, niemal maczugowatymi, pryzmatycznymi prątniczkami.
OwoceOwocostan składa się z odwrotnie jajowatych do niemal cylindrycznych, małych, zielonych jagód. Nasiona podłużno-eliptyczne do cylindrycznych, z długim, skręconym sznureczkiem. Łupina lekko żeberkowana. Zarodek wydłużony. Bielmo obfite.
Gatunki podobneRośliny z plemienia Schismatoglottideae, przede wszystkim z rodzajów Bucephalandra i Aridarum, od których różnią się posiadaniem pylników bez rogo- lub nitko-kształtnych wyrostków, Ooia, od których różnią się odpadającym wierzchołkiem pochwy i obecnością wyrostka kolby, oraz Bakoa, od którego różnią się m.in. kolbą przyrastającą do pochwy jedynie w części lub wcale oraz nasionami z długim, skręconym sznureczkiem.

## Systematyka
Rodzaj należy do plemienia Schismatoglottideae, podrodziny Aroideae z rodziny obrazkowatych.
Gatunki
- - Piptospatha brevipedunculata (H.Okada & Y.Mori) Bogner & A.Hay
  - Piptospatha burbidgei (N.E.Br.) M.Hotta
  - Piptospatha elongata (Engl.) N.E.Br.
  - Piptospatha insignis N.E.Br.
  - Piptospatha manduensis Bogner & A.Hay
  - Piptospatha perakensis (Engl.) Ridl.
  - Piptospatha ridleyi N.E.Br. ex Hook.f.
  - Piptospatha truncata (M.Hotta) Bogner & A.Hay
  - Piptospatha remiformis Ridl.

W roku 2009 gatunek Piptospatha lucens (Bogner) Bogner & A.Hay został wydzielony do odrębnego rodzaju Bakoa, jako Bakoa lucens (Bogner) P.C. Boyce & S.Y. Wong.
W roku 2010 gatunki Piptospatha grabowskii (Engl.) Engl. i Piptospatha kinabaluensis (Bogner) Bogner & A.Hay zostały wyodrębnione do rodzaju Ooia, jako Ooia grabowskii (Engl.) S.Y. Wong & P.C. Boyce i Ooia kinabaluensis ((Bogner) S.Y. Wong & P.C. Boyce.